# Übertraining
Übertraining beschreibt in der Sportmedizin eine chronische Überlastungsreaktion, die meist durch kontinuierlich zu hohe Trainingsintensitäten, zu hohes Trainingsvolumen und/oder unzureichende Regenerationszeiten zwischen den Trainingseinheiten ausgelöst wird. Das Leistungsniveau des betroffenen Sportlers sinkt. Begleitsymptome wie erhöhter Ruhe- und Belastungspuls, Schlafstörungen oder Kopfschmerzen treten auf. Dieser Zustand hat Krankheitswert. Als Vorstufe des Übertrainings wird die Überbelastung angesehen. Die Übergänge sind fließend, bezüglich der Nomenklatur besteht bislang kein verbindlicher Konsens.

## Einteilung
Die Einteilung ist bislang international uneinheitlich. Im deutschsprachigen Raum werden die letztlich symptomorientierten Begriffe basedowoides (auch sympathisches oder klassisches) und addisonoides (auch parasympathisches oder modernes) Übertraining unterschieden. Im angloamerikanischen Sprachraum hingegen wird eher zwischen einer leichteren und kürzer andauernden Form, dem Overreaching und einer längerfristigen, schwerwiegenderen Form, dem Overtraining Syndrome unterschieden. Die Übergänge zwischen den einzelnen Formen sind fließend, harte diagnostische Kriterien bislang nicht etabliert.

## Ursachen
Die Ursache liegt in einem Missverhältnis zwischen Belastungsintensität und Erholungsphase bzw. Erholungsfähigkeit, wobei beiden Faktoren nach derzeitigem Kenntnisstand die gleiche Bedeutung zukommen dürfte. Über die Entstehung der „Krankheit“ Übertraining gibt es bislang nur Hypothesen.
Dabei kann man die Hypothesen unter anderem in ursachenbezogene (z. B. Hypothese der psychischen Genese, Monotonie-Hypothese nach Foster und Lehmann), klinikbezogene (z. B. Hypothese bezüglich Dysbalance des Autonomen Nervensystems), pathophysiologisch orientierte (z. B. Glykogenmangel-Hypothese, BCAA-Hypothese und weitere „Substrat-Hypothesen“) und die Zytokin-Hypothese einteilen. Es kann aber auch an falscher Periodisierung liegen, falls man die Trainingsreize im Hinblick auf eine gewünschte Superkompensation in unpassenden (meistens zu dichten) Abständen gesetzt hat.

## Symptome
Die Ausprägung der Symptome kann stark variieren. Übertraining äußert sich nicht nur in einer Leistungsreduktion des betroffenen Sportlers, sondern auch in begleitenden Symptome wie Schlafstörungen, Übelkeit, Kopfschmerzen, erhöhtem Ruhe- und Belastungspuls, vermehrter Infekt- und/oder Verletzungsanfälligkeit, sowie Beschwerden an Muskeln und Sehnen. Auch Depressionen können ausgelöst werden.

## Therapie
Die Therapie des Übertrainings kann abhängig von seinem Schweregrad sehr schwierig und langwierig sein. Daher kommen Früherkennung (z. B. schlechter Nachtschlaf, Konzentrationsstörungen) und Prävention (z. B. zyklische Wechsel von intensiven und regenerativen Trainingseinheiten) besondere Bedeutung zu. Fälschlicherweise wird auch im Freizeitsport immer wieder versucht, Übertraining durch Arzneimittelmissbrauch oder Doping zu kompensieren.
Bei manifestem Übertraining ist eine Belastungspause obligat. Eine sportärztliche Behandlung ist in solchen Fällen angezeigt. Eine Therapiestrategie im Sinne der evidenzbasierten Medizin gibt es bislang nicht.